# Петралія-Сопрана
Петралія-Сопрана (італ. Petralia Soprana, сиц. Pitralìa Suprana) — муніципалітет в Італії, у регіоні Сицилія, метрополійне місто Палермо.
Петралія-Сопрана розташована на відстані близько 480 км на південь від Рима, 75 км на південний схід від Палермо.
Населення — 3377 осіб (2014).

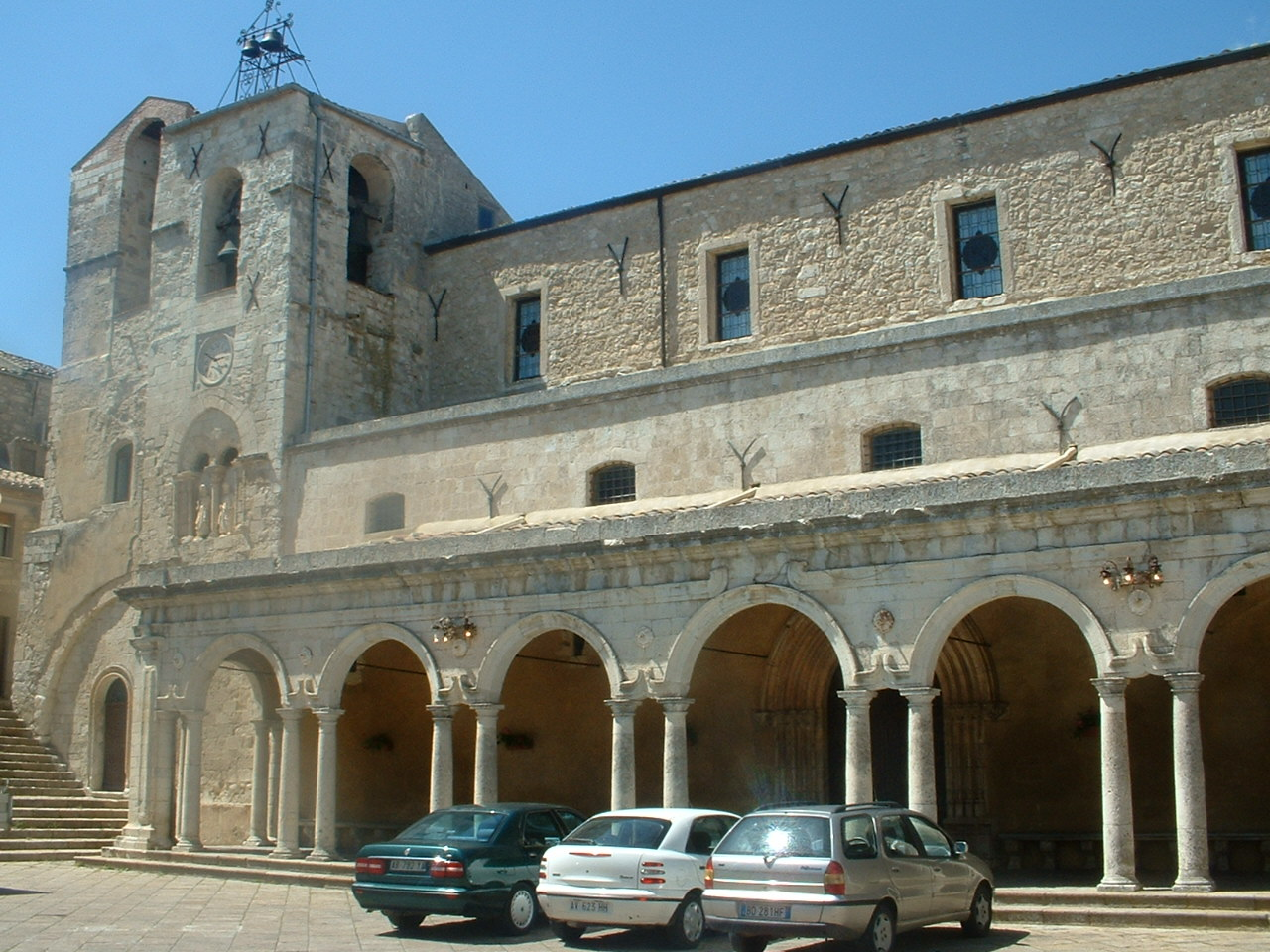
Chiesa madre SS Pietro e Paolo

Щорічний фестиваль відбувається 29 червня. Покровитель — Петро (апостол).

## Демографія
Населення за роками:

Станом на 1 січня 2023 року в муніципалітеті офіційно проживали 54 іноземці з 15 країн, серед них 28 громадян країн Євросоюзу.

## Сусідні муніципалітети
- Алімена
- Блуфі
- Бомп'єтро
- Ганджі
- Джерачі-Сікуло
- Петралія-Соттана

## Галерея зображень

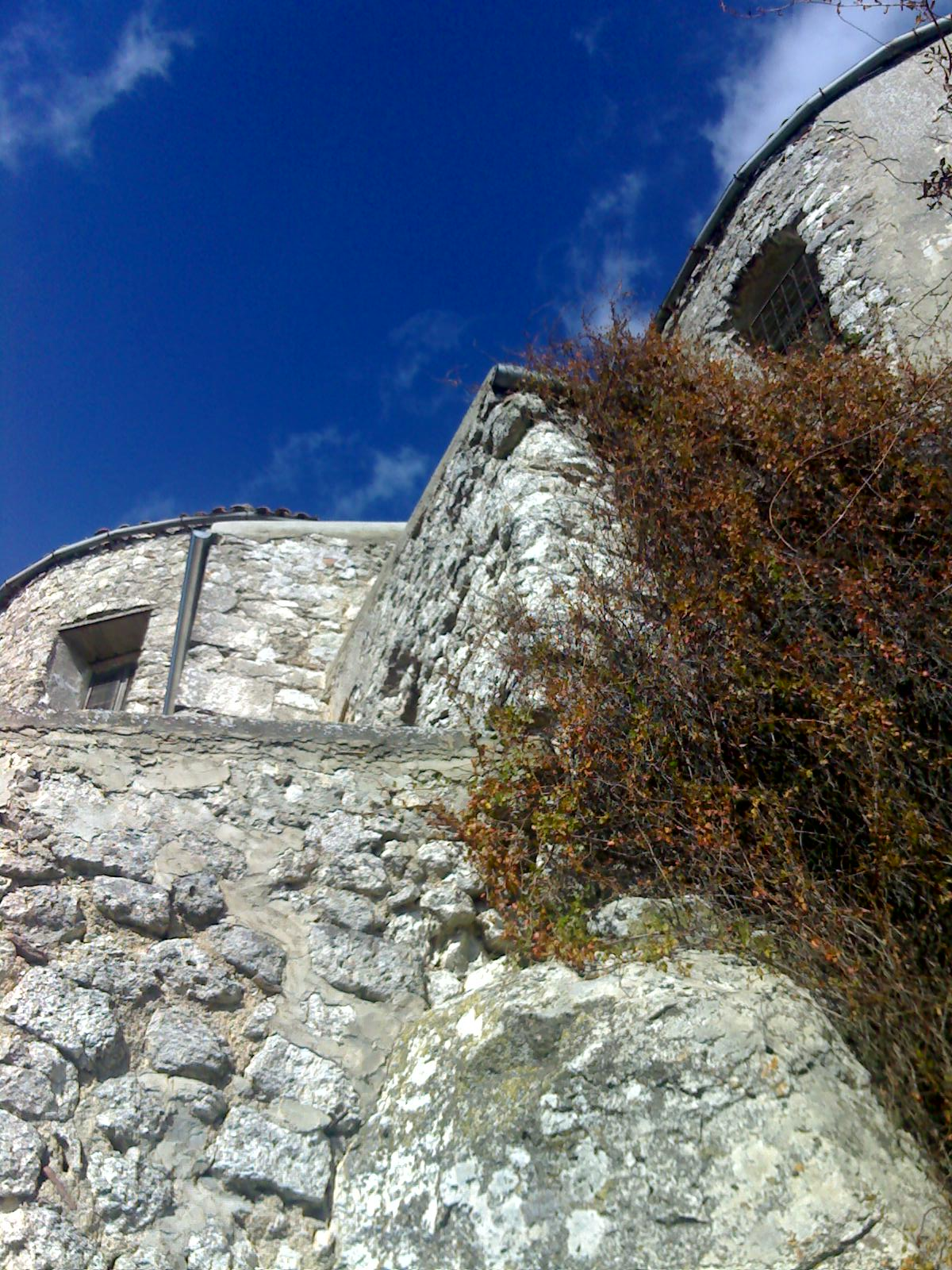
Chiesa della Madonna di Loreto.
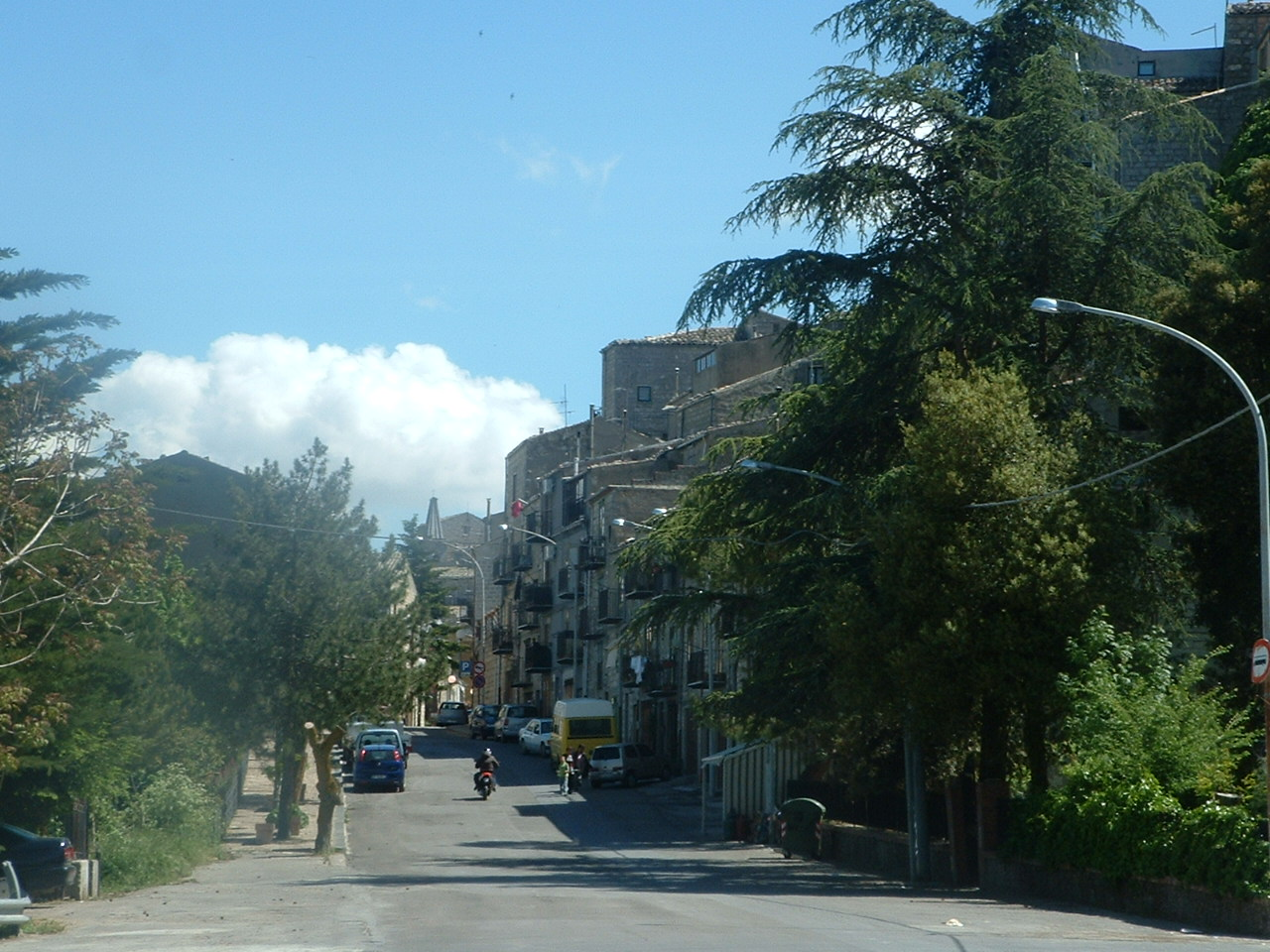
Scorcio.